# Vexillologie

Drapeau de la Fédération internationale des associations vexillologiques.

La vexillologie — de vexillum, nom de l'étendard dans les armées romaines — est l'étude des drapeaux et pavillons.
La vexillophilie est le nom donné à la collection de drapeaux, d'étendards et pavillons.

## Associations vexillologiques
La Fédération internationale des associations vexillologiques (FIAV) regroupe actuellement 51 associations régionales, nationales et internationales.

### En France
L'association nationale est la Société française de vexillologie, fondée le 16 mars 1985 et dont le siège est à Paris. Elle succède à l'Association française d'études internationales de vexillologie (AFEIV), active de 1966 à 1975.
Il existe également des associations dont l'objectif est souvent la promotion de drapeaux régionaux :
- Alsace :  Société vexillologique d'Alsace-Lorraine (SVAL) [1] ;
- Bretagne :
  - Kevarzhe Vannielouriezh Vreizh (KVV) / Société bretonne de vexillologie (SBV)[2],
  - Bannieloù Breizh, Association vexillologique et héraldique de Bretagne[3],
- Poitou-Charentes : Société vexillologique de l'Ouest (SVO)[4] ;
- Provence : Vexillologie provençale[5].

## Voir aussi

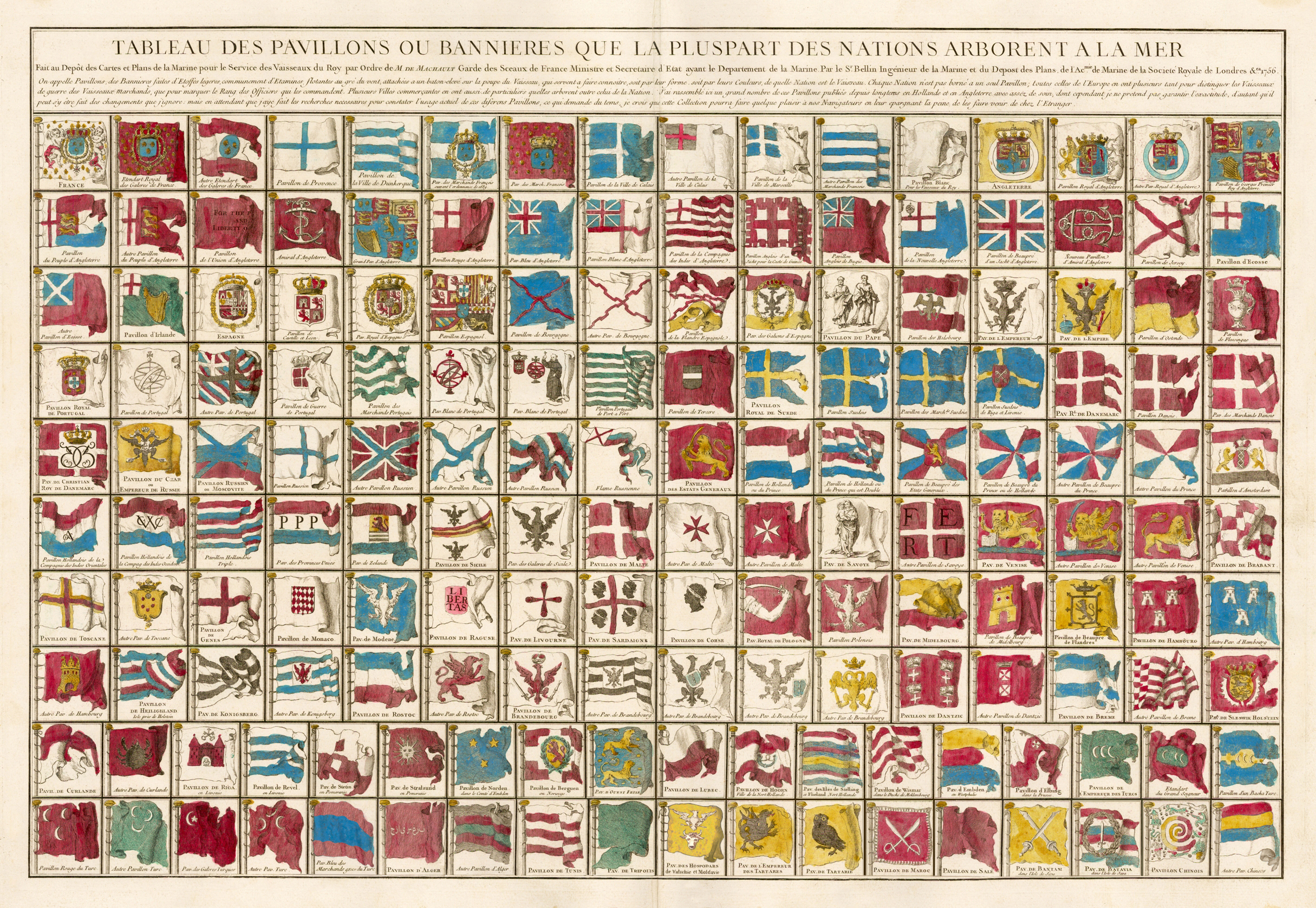
Planche des principaux pavillons arborés à la mer en 1767.

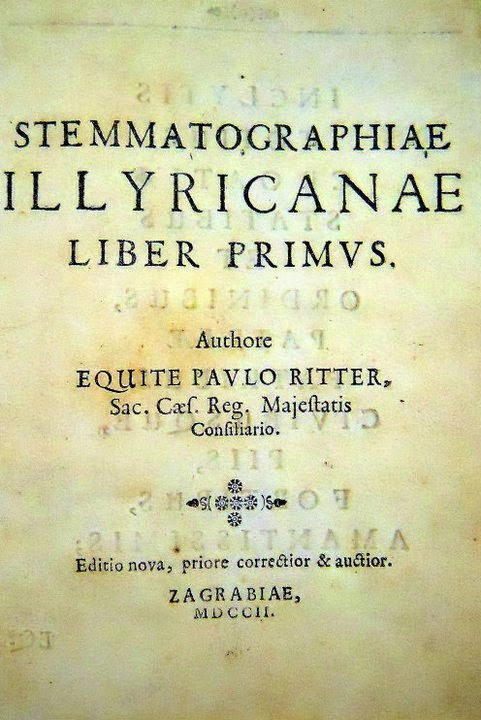
Couverture de Stemmatographia, livre de 1702 par Paul Ritter montrant des images héraldiques de pays et de régions d'Europe centrale et du Sud-Est.

### Termes de vexillologie
- Bannière
- Battant : partie libre du drapeau (opposé au guindant).
- Baussant
- Canton : partie rectangulaire occupant généralement l'angle supérieur du guindant d'un drapeau.
- Cocarde
- Drapeau
- Étendard
- Fanion
- Flamme
- Gonfanon
- Guindant : partie du drapeau fixée à la hampe (opposé au battant).
- Hampe : support du drapeau.
- Oriflamme
- Pavillon
- Pennon
- Vexillum